# Wallace Beery
Wallace Fitzgerald Beery (født 1. april 1885, død 15. april 1949) var en amerikansk filmskuespiller. Han vandt Oscar for bedste mandlige hovedrolle for rollen som Andy "Champ" Purcell i filmen Champ, Mesterbokseren fra 1931.

## Opvækst
Wallave Beery var den yngre bror til skuespillerne William Beery og Noah Beery sr., som havde en lang karriere i filmindustrien og onkel af skuespilleren Noah Beery Jr., hvis skuespillekarriere varede i syv årtier. Ifølge de amerikanske folkeopgørelser blev alle tre Beery-brødre født af de samme forældre, hvilket gjorde dem brødre og ikke halvbrødre, da mange biografier om dem har hævdet.[kilde mangler]
Beery løb hjemmefra og sluttede sig til Ringling Brothers Circus i en alder af 16 år som assisterende træner for elefanterne. Han forlod cirkusset to år senere, efter at være blevet ridset af en leopard.

## Karrierer
Beery fandt arbejde i New York City som baritone på en opera, og han optrådte på Broadway. I 1913 flyttede han til Chicago for at arbejde for Essanay Studios. Beery spillede i flere komedier med Marie Dressler og Marjorie Main, men hans karriere begyndte at falde i sine sidste år.

## Privatliv
Beys første kone var skuespiller Gloria Swanson, og de giftede sig i 1916, de udførte flere produktioner sammen. Ifølge Swansons selvbiografi har Beery rådgivet hende at sluge et abortfremkaldende middel, da hun blev gravid, hvilket betød, at hun mistede sit barn. De blev skilt i 1919. Beery anden kone var Rita Gilman, men også dette ægteskab endte i skilsmisse.

## Død
Beery døde i eget hjem i Beverly Hills, Californien, af et hjerteanfald i 1949. Han blev begravet på Forest Lawn Memorial Park i Glendale, Californien. Beery blev tildelt en stjerne på Hollywood Walk of Fame på 7001 Hollywood Blvd, for sine mange bidrag til filmindustrien.

## Filmografi
- His Athletic Wife (1913, kortfilm) som Mr. Strong (film debut)
- En serie på mindst 29 komediefilm om karakteren "Sweedie", første film i serien Sweedie the Swatter, udgivet 13. juli 1914
- In and Out (1914, kort) som Hans
- The Ups and Downs (1914, kort)
- Cheering a Husband (1914, kort)
- Madame Double X (1914, kort) som Madame Double X
- Two Hearts That Beat as Ten (1915, kort) (med Ben Turpin) som Fred
- Ain't It the Truth (1915, kort) som Harold Wallington
- The Slim Princess (1915) med Francis X. Bushman) som Popova
- The Broken Pledge (1915, kortfilm) (med Gloria Swanson) som Percy
- The Fable of the Roistering Blades (1915, kort) som Milt
- A Dash of Courage (1916, kort) (med Gloria Swanson) som The Police Chief
- The Janitor's Vacation (1916)
- Patria (1917, serie) som Pancho Villa
- Teddy at the Throttle (1917, kortfilm) som Henry Black – Gloria's Rascally Guardian
- The Little American (1917) (med Mary Pickford) som German Soldier (uncredited)
- Maggie's First False Step (1917, kortfilm) som The Villain
- Are Waitresses Safe? (1917) ukrediteret
- Johanna Enlists (1918) som Col. Fanner
- The Unpardonable Sin (1919) som Col. Klemm
- The Love Burglar (1919) (med Wallace Reid og Anna Q. Nilsson) som Coast-to-Coast Taylor
- The Life Line (1919) (med Jack Holt) som Bos
- Soldiers of Fortune (1919) som Mendoza
- Victory (1919) (med Jack Holt og Lon Chaney, Sr.) som August Schomberg
- Behind the Door (1919) (med Hobart Bosworth og Jane Novak) som Lt. Brandt
- The Lone Wolf's Daughter (1919) som Minor Role (uncredited)
- The Virgin of Stamboul (1920, instrueret af Tod Browning) som Sheik Achmet Hamid
- The Mollycoddle (1920) (med Douglas Fairbanks) som Henry von Holkar
- The Round-Up (1920) (med Roscoe "Fatty" Arbuckle) som Buck McKee
- Den sidste mohikaner (1920) som Magua
- 813 (1920) som Maj. Parbury / Ribeira
- The Rookie's Return (1920)  som François Dupont
- Patsy (1921) som Gustave Ludermann
- The Four Horsemen of the Apocalypse (1921) (med Rudolph Valentino) som Lieut. Col. von Richthosen
- A Tale of Two Worlds (1921 Goldwyn)(*extant; Library of Congress) som Ling Jo
- The Golden Snare (1921) som Bram Johnson
- The Policeman and the Baby (1921, Short) (med William Desmond og Elinor Fair) som The Crook
- The Last Trail (1921) som William Kirk
- Sleeping Acres (1921, kortfilm)
- The Rosary (1922) som Kenwood Wright
- Wild Honey (1922) (with Priscilla Dean and Noah Beery Sr.) som Buck Roper
- The Sagebrush Trail (1922) som José Fagaro
- The Man from Hell's River (1922) (med Rin Tin Tin) som Gaspard, The Wolf
- I Am the Law (1922) (med Noah Beery Sr.) som Fu Chang
- Hurricane's Gal (1922) som Chris Borg
- Trouble (1922) som Ed Lee, the Plumber
- Robin Hood (1922) (med Douglas Fairbanks) som Richard the Lion-Hearted
- A Blind Bargain (1922) (with Lon Chaney Sr.) som Beast Man (uncredited)
- Only a Shop Girl (1922) som Jim Brennan
- The Flame of Life (1923) som Don Lowrie
- Stormswept (1923) (med Noah Beery Sr.) som William McCabe
- Bavu (1923) som Felix Bavu
- Three Ages (1923) (med Buster Keaton) som The Villain
- Ashes of Vengeance (1923) (med Norma Talmadge) som Duc de Tours
- Drifting (1923) (with Priscilla Dean and Anna May Wong) som Jules Repin
- The Spanish Dancer (1923) (med Pola Negri) som King Philip IV
- The Eternal Struggle (1923) som Barode Dukane
- Richard the Lion-Hearted (1923; sequel to 1922's Robin Hood) som King Richard the Lion-Hearted
- The Drums of Jeopardy (1923) som Gregor Karlov
- White Tiger (1923, instrueret af Tod Browning) som Count Donelli / Hawkes
- Unseen Hands (1924) som Jean Scholast
- The Sea Hawk (1924) som Captain Jasper Leigh
- The Signal Tower (1924) som Joe Standish
- Another Man's Wife (1924) som Captain Wolf
- The Red Lily (1924) som Bo-Bo
- Dynamite Smith (1924) som 'Slugger' Rourke
- Madonna of the Streets (1924) som Bill Smythe
- So Big (1924) som Klaus Poole
- Let Women Alone (1925) som Cap Bullwinkle
- Adventure (1925) som Morgan
- The Night Club (1925) (med Raymond Griffith og Vera Reynolds) som José
- The Lost World (1925; Arthur Conan Doyle dinosaur epic in which Beery portrayed Professor Challenger) med Lewis Stone som Sir John Roxton (og Doyle himself in a frontispiece)
- The Devil's Cargo (1925) som Ben
- The Great Divide (1925) som Dutch
- Coming Through (1925) som Joe Lawler
- In the Name of Love (1925) som Glavis
- Rugged Water (1925) som Capt. Bartlett
- The Wanderer (1925) (med Greta Nissen og Tyrone Power Sr.) som Pharis
- Pony Express (1925) (med Betty Compson og George Bancroft) som Rhode Island Red
- Behind the Front (1926) (med Raymond Hatton) som Riff Swanson
- Volcano! (1926) som Quembo
- We're in the Navy Now (1926) som 'Knockout' Hansen
- Old Ironsides (1926) (med Charles Farrell og George Bancroft) som Bos'n
- Casey at the Bat (1927) (med Ford Sterling og ZaSu Pitts) som 'Home Run' Casey
- Fireman, Save My Child (1927) (med Raymond Hatton) som Elmer
- Now We're in the Air (1927) (med Louise Brooks) (only twenty minutes survive) som Wally
- Two Flaming Youths (1927) som Beery – of Beery and Hatton (uncredited)
- Wife Savers (film fra 1928) (med Raymond Hatton og ZaSu Pitts) som Louis Hosenozzle
- Partners in Crime (1928) som Detective Mike Doolan
- The Big Killing (1928) som Powderhorn Pete
- Beggars of Life (1928) (med Louise Brooks og Richard Arlen) som Oklahoma Red
- Chinatown Nights (1929) (med Warner Oland og Jack Oakie) som Chuck Riley
- Stairs of Sand (1929) som Lacey
- River of Romance (1929) som General Orlando Jackson
- The Big House (1930) (med Chester Morris, Lewis Stone, and Robert Montgomery) som Machine Gun 'Butch' Schmidt
- Billy the Kid (1930; widescreen) (med Johnny Mack Brown billed as "John Mack Brown") som Pat Garrett
- Way for a Sailor (1930) (med John Gilbert) som Tripod
- A Lady's Morals (1930) som P.T. Barnum
- Min and Bill (1930) (med Marie Dressler) som Bill
- The Stolen Jools (1931; 20-minute ensemble short) (med Edward G. Robinson og Buster Keaton) som Police Sergeant
- The Secret Six (1931) (med Jean Harlow og Clark Gable) som "Slaughterhouse" Scorpio
- The Champ (1931) (med Jackie Cooper) som Andy "Champ" Purcell (Oscar-winning performance)
- Hell Divers (1932; early military planes) (med Clark Gable) som C.P.O. H.W. "Windy" Riker
- Grand Hotel (1932) (med Greta Garbo, John Barrymore, Lionel Barrymore, and Joan Crawford) som General Director Preysing
- Flesh (1932, directed by an uncredited John Ford) som Polakai
- Tugboat Annie (1933) (med Marie Dressler, Robert Young og Maureen O'Sullivan) som Terry Brennan
- Dinner at Eight (1933) (med Marie Dressler, Lionel Barrymore, and Jean Harlow) som Dan Packard
- The Bowery (1933) (med George Raft, Jackie Cooper, Fay Wray og Pert Kelton) som Chuck Connors
- Viva Villa! (1934, optaget i Mexico) (med Leo Carrillo, Stu Erwin og Fay Wray) som Pancho Villa
- Treasure Island (1934) (med Jackie Cooper, Lionel Barrymore og Lewis Stone) som Long John Silver
- The Mighty Barnum (1934) (med Adolphe Menjou) som P.T. Barnum
- West Point of the Air (1935) (med Robert Young, Maureen O'Sullivan, Rosalind Russell, and Robert Taylor) som Big Mike Stone
- China Seas (1935) (med Clark Gable, Jean Harlow, Lewis Stone, and Robert Benchley) som Jamesy McArdle
- O'Shaughnessy's Boy (1935) (med Jackie Cooper) som Captain Michael 'Windy' O'Shaughnessy
- Ah, Wilderness! (1935) (med Lionel Barrymore, Aline MacMahon, and Mickey Rooney) som Sid Miller
- A Message to Garcia (1936) (med Barbara Stanwyck og Alan Hale Sr.) som Sergeant Dory
- Old Hutch (1936) som 'Hutch' Hutchins
- The Good Old Soak (1937) (med Betty Furness og Ted Healy) som Clem Hawley
- Slave Ship (1937) (med Warner Baxter (first-billed) and Mickey Rooney) som Jack Thompson
- The Bad Man of Brimstone (1937) (med Noah Beery Sr.) som 'Trigger' Bill
- Port of Seven Seas (1938; written by Preston Sturges and directed by James Whale) (med Maureen O'Sullivan) som Cesar
- Stablemates (1938) (med Mickey Rooney) som Doc Thomas 'Tom' Terry
- Stand Up and Fight (1939) (med Robert Taylor og Charles Bickford) som Capt. Boss Starkey
- Sergeant Madden (1939, directed by Josef von Sternberg) (med Laraine Day) som Sgt. Shaun Madden
- Thunder Afloat (1939) (med Chester Morris) som John Thorson
- The Man from Dakota (1940) (med Dolores del Río) som Sgt. 'Bar' Barstow
- 20 Mule Team (1940) (med Anne Baxter og Noah Beery Jr.) som Skinner Bill Bragg, an Alias of Ambrose Murphy
- Wyoming (1940) (med Ann Rutherford) som 'Reb' Harkness
- The Bad Man (1941) (med Lionel Barrymore, Laraine Day, and Ronald Reagan) som Pancho Lopez
- Barnacle Bill (1941) (med Marjorie Main) som Bill Johansen
- The Bugle Sounds (1942) (med Marjorie Main, Lewis Stone, and George Bancroft) som Sgt. Patrick Aloysius 'Hap' Doan
- Jackass Mail (1942) (med Marjorie Main) som Marmaduke 'Just' Baggot
- Salute to the Marines (1943, in color) (med Noah Beery Sr.) som Sgt. Maj. William Bailey
- Rationing (1944) (med Marjorie Main) som Ben Barton
- Barbary Coast Gent (1944) (med Chill Wills og Noah Beery Sr.) som Honest Plush Brannon
- This Man's Navy (1945) (med Noah Beery Sr.) som Ned Trumpet
- Bad Bascomb (1946) (med Margaret O'Brien og Marjorie Main) som Zeb Bascomb
- The Mighty McGurk (1947) (med Dean Stockwell og Edward Arnold) som Roy 'Slag' McGurk
- Alias a Gentleman (1948) (med Gladys George og Sheldon Leonard) som Jim Breedin
- A Date with Judy (1948) (med Jane Powell, Elizabeth Taylor og Carmen Miranda) som Melvin Colner Foster
- Big Jack (1949) (med Richard Conte, Marjorie Main, and Edward Arnold) som Big Jack Horner (final film role)

### Box office ranking
- 1932 – 7th
- 1933 – 5th
- 1934 – 4th
- 1935 – 8th
- 1936 – 15th, 8th (UK)
- 1937 – 15th
- 1938 – 12th
- 1939 – 15th
- 1940 – 8th
- 1941 – 19th
- 1942 – 18th
- 1943 – 18th
- 1944 – 11th
- 1946 – 11th

- Behind the Door (1919) med Hobart Bosworth
- The Mollycoddle (1920) med Douglas Fairbanks
- The Mollycoddle (1920) med Douglas Fairbanks
- Wallace Beery in 1921
- The Policeman and the Baby (1921)
- The Golden Snare (1921)
- The Golden Snare (1921) med Lewis Stone
- The Last Trail (1921)
- The Last Trail (1921) med Eva Novak
- A Blind Bargain (1922) med Lon Chaney
- Stormswept (1923) med Noah Beery
- Stormswept (1923) with Noah Beery
- Stormswept (1923) with Noah Beery Sr. Stormswept (1923) with Noah Beery Sr.
- Bavu (1923)
- Beery as Bavu (1923)
- Richard the Lion-Hearted (1923)
- Dynamite Smith (1924) med Bessie Love
- Dynamite Smith (1924)
- The Devil's Cargo (1925)
- Adventure (1925) med Pauline Starke
- Volcano! (1926) med Bebe Daniels
and Ricardo Cortez
- Casey at the Bat (1927)
- Now We're in the Air (1927) med Louise Brooks
- Now We're in the Air (1927) with Louise Brooks
- Now We're in the Air (1927) med Raymond Hatton
- Now We're in the Air (1927) with Raymond Hatton
- Beggars of Life (1928) med Louise Brooks
- Stairs of Sand (1929) med Jean Arthur
- Min and Bill (1930) med Marie Dressler
- The Secret Six (1931) med Jean Harlow og Clark Gable
- Hell Divers (1931) with Clark Gable
- Hell Divers (1931)
- Hell Divers (1931)
- Lionel Barrymore presents 1931 Oscar
- Grand Hotel (1932)
- Grand Hotel (1932) med Joan Crawford
- Tugboat Annie (1933) med Marie Dressler
- Dinner at Eight (1933) med Jean Harlow
- The Bowery (1933) med George Raft
- Viva Villa! (1934) med Fay Wray
- Treasure Island (1934) with Jackie Cooper
- Treasure Island (1934)  med Jackie Cooper
- China Seas (1935)
- China Seas (1935) med Clark Gable
- China Seas (1935)
- Ah Wilderness! (1935)
- The Good Old Soak (1937) med Ted Healy
- The Bad Man of Brimstone (1937)
- Stand Up and Fight (1939) med Robert Taylor
- The Man from Dakota (1940)
- The Man from Dakota (1940)
- 20 Mule Team (1940) med Noah Beery Jr.
- Wyoming (1940) med Marjorie Main
- Barnacle Bill (1941)